# Orthodes furtiva
Orthodes furtiva är en fjärilsart som beskrevs av Mcdunnough 1943. Orthodes furtiva ingår i släktet Orthodes och familjen nattflyn. Inga underarter finns listade i Catalogue of Life.